# JMax
jMaxは対話的なリアルタイムミュージックのための、高モジュラービジュアルプログラミング環境である。

## 概要
jMaxはIRCAMのリアルタイムチームによって開発された。
Pure Data及びMax (ソフトウェア)に実に似ている。
1997年に公的に発表され、2003年に最後のIRCAM版が発表された。
2008年の8月にMaurizio De CeccoとEnzo MaggiによってjMaxの開発の再開が決定された。
.

## 歴史
最後の版はIRCAMによって2004年に作成された。
jMax 4.xはプラグインインターフェースが完全に非互換になっており、その最も実用的な成果である2001年の最終安定版である2.5.1の大抵の利用可能なプラグインは未だに移植されていない。
幾つかの機能が新しくなったjMax 4.xは、2007年にPure Dataに移植された2005年のMax (ソフトウェア)のライブラリが再利用されている。
最初のリアルチームはFrancois Dechelleによって指導され、Maurizio De CeccoやEnzo Maggi、Norbert Schnell、Riccardo Borghesiが含まれる。
2008年にオリジナルチームがjMax Phoenix計画として開発を再開した。